# (1851) Lacroute
(1851) Lacroute est un astéroïde de la ceinture principale, découvert par Louis Boyer à Alger le 9 novembre 1950.
Initialement appelé 1950 VA, son nom définitif, attribué par le Centre des planètes mineures, a été donné en l'honneur de l'astronome Pierre Lacroute.